# 四牲六道
《四牲六道》（英語：Redacted），是一部臺灣懸疑電影短片，以偽紀錄片形式透過長鏡頭的方式呈現，敘述一輛計程車上的行車紀錄器與警方身上的密錄器，意外拍下了真實而恐怖的場景，一場災難正向全人類襲來的故事。該片為《神明在看》導演游智傑執導的大學畢業作品，由邱志宇、尤柏耘、黃震奇、王嵐申、陳秋燁、李彥承等人共同演出。並由「台北市電影委員會」協拍行銷、「沉默老兵電影有限公司」製作發行、「嘿柏貓（上海）文化傳播有限公司」代理國際發行。該片劇本曾獲得2022年高雄拍影像創作獎助計畫初選提名，2022年12月至次年2月于嘖嘖网站群眾募資12万新台币，2023年入圍第13屆北京國際電影節故事片創投單元項目。
2023年4月27日，該片榮獲第13屆北京國際電影節ReelFocus真實影像計劃創投單元最佳故事短片獎項，於北京電影學院懷柔校區舉行。萬瑪才旦擔任該屆評審團主席，中國知名製片人葉寧、編劇王小槍以及《老獸》電影導演周子陽擔任創投評審，共同揭曉榮譽。
2023年5月11日，該片入圍Giloo Fest提案大會劇情片組的十強決選，由知名影人張吉安、陳潔瑤、黃河、樓一安擔任該屆劇情片組評審，揭曉入圍名單。
2024年3月7日，該片入圍第46屆金穗獎最佳學生劇情片，並榮獲評審團特別獎。同年，入選第14屆北京國際電影節平行單元第31屆大學生電影節國際大學生原創影片競賽，並獲得最佳剪輯榮譽。此外，於FIRST驚喜電影展磁場單元摘得磁場大獎。該片還在IM兩岸青年影展中獲得麒麟新銳短片、評委會大獎及最佳影片三項提名，最終榮膺麒麟評委會百萬大獎。

## 劇情大綱
在凜冽的冬夜，竊賊陳文財盜取了一輛計程車，原本打算敲詐一筆，卻意外被路人攔下。在高額費用的誘惑下，而選擇載運他們一程，卻不知其中一位乘客已感染未知病毒。當車輛遭遇警方攔停時，行車紀錄器和警方攝像頭不僅記錄了病毒擴散的當下，也揭示了所有乘客的命運。隨著混亂在城市中迅速蔓延，人類的存亡關頭即將到來。

## 靈感來源
本片參考台灣地區的計程車事故案件，許多司機為了自保而在車內安裝多台行車記錄器，透過多視角的錄影來保護自己。這種方法為導演提供了一種全新的客觀敘事手段，突破了傳統的敘事手法，並結合了獵奇色彩、驚悚與懸疑的元素，呈現出客觀的視角。這樣的敘事手法不僅能吸引觀眾目光，也為故事後續發展帶來更多可能性。

## 演員列表

### 主要演員[1]
- 邱志宇 飾演 博士
- 王嵐申 飾演 司機
- 陳秋燁 飾演 女助理
- 黃震奇 飾演 警察學長
- 尤柏耘 飾演 警察學弟
- 李彥承 飾演 警專實習生

### 客串演出[21]
DSPS樂團
- 曾稔文 飾演 主唱
- 詹詠翔 飾演 吉他手
- 鐘奕安 飾演 貝斯手
- 莊子恒 飾演 鼓手

## 製作

### 拍攝地點
主要拍攝地點為臺北市信義區，埸景位在吳興國民小學到蔣渭水紀念園區一帶。

## 放映與發行
2023年12月22日，入選2024年法國克萊蒙費宏國際短片影展市場展，並在該年2月5日至2月8日期間於法國舉行市場放映。
2024年3月7日，入圍第46屆金穗獎，並在該年4月26日至5月3日期間於臺北、台中、花蓮舉行放映。
2024年8月1日，入圍第11屆桃園電影節台灣獎，並在8月20日於桃園SBC星橋國際影城舉行放映。
2024年8月8日，入選第16屆關渡電影節學生單元，預計在該年10月4日至10月12日期間於國立臺北藝術大學藝文生態館舉行放映。

### 實體影院
| 放映年份 | 日期     | 所在地 | 地點                                   | 备注                               |
| -------- | -------- | ------ | -------------------------------------- | ---------------------------------- |
| 2024年   | 4月28日  | 臺灣   | 臺北光點華山電影館2廳                  | 第46屆金穗影展                     |
| 2024年   | 5月1日   | 臺灣   | 臺北光點華山電影館2廳                  | 第46屆金穗影展                     |
| 2024年   | 5月3日   | 臺灣   | 臺北光點華山電影館1廳                  | 第46屆金穗影展                     |
| 2024年   | 5月3日   | 臺灣   | 臺中市立圖書館沙鹿深波分館             | 第46屆金穗影展                     |
| 2024年   | 5月7日   | 臺灣   | 臺南崑山科技大學創媒二館               | 第19屆螺絲起子國際學生短片創作影展 |
| 2024年   | 5月8日   | 臺灣   | 花蓮花蓮鐵道電影院                     | 第46屆金穗影展                     |
| 2024年   | 5月11日  | 中国   | 湖北华中师范大学新闻传播学院           | 第31届大学生电影节分会场展映       |
| 2024年   | 5月18日  | 臺灣   | 臺南今日全美戲院A廳                    | 第2屆空白影展                      |
| 2024年   | 5月20日  | 中国   | 廣東北京師範大學珠海分校南国剧场       | 第31届大学生电影节分会场展映       |
| 2024年   | 5月21日  | 中国   | 北京中國戲曲學院                       | 第31届大学生电影节分会场展映       |
| 2024年   | 5月22日  | 中国   | 北京北京邮电大学数字媒体与设计艺术学院 | 第31届大学生电影节分会场展映       |
| 2024年   | 5月23日  | 中国   | 北京北京大学                           | 第31届大学生电影节分会场展映       |
| 2024年   | 5月24日  | 中国   | 福建福建师范大学                       | 第31届大学生电影节分会场展映       |
| 2024年   | 5月25日  | 臺灣   | 臺中中山73影視藝文空間                 | 第46屆金穗影展                     |
| 2024年   | 5月31日  | 中国   | 江苏南京传媒学院                       | 第31届大学生电影节分会场展映       |
| 2024年   | 5月31日  | 中国   | 西安陕西师范大学长安校区               | 第31届大学生电影节分会场展映       |
| 2024年   | 6月5日   | 中国   | 瀋陽辽宁传媒学院                       | 第31届大学生电影节分会场展映       |
| 2024年   | 6月7日   | 中国   | 上海同濟大學嘉定校區                   | 第31届大学生电影节分会场展映       |
| 2024年   | 8月14日  | 加拿大 | 多倫多                                 | 第5屆木蘭國際電影節                |
| 2024年   | 8月20日  | 臺灣   | 桃園SBC星橋國際影城                    | 第11屆桃園電影節                   |
| 2024年   | 9月21日  | 中国   | 北京檀谷电影中心影院                   | 第9屆FIRST驚喜電影展               |
| 2024年   | 9月23日  | 中国   | 西安源点大观影城                       | 第8屆西影春光青年电影展            |
| 2024年   | 9月24日  | 中国   | 北京檀谷慢闪公园                       | 第9屆FIRST驚喜電影展               |
| 2024年   | 10月5日  | 臺灣   | 新北板橋府中15紀錄片放映院             | 少年不停拍影展                     |
| 2024年   | 10月8日  | 臺灣   | 關渡國立臺北藝術大學藝文生態館         | 第16屆關渡電影節                   |
| 2024年   | 10月11日 | 中国   | 福建平潭西航國際影城3號廳              | 第4屆IM两岸青年影展                |
| 2024年   | 10月18日 | 臺灣   | 臺北世新大學舍我講堂                   | 第32屆二三影展                     |
| 2024年   | 10月26日 | 臺灣   | 新北板橋府中15紀錄片放映院             | 第9屆新北市學生影像新星獎          |
| 2024年   | 12月8日  | 香港   | 香港浸會大學                           | 浸大MFA＆IM两岸青年影展青春放映    |
| 2025年   | 2月16日  | 中国   | 河南狂歡日記俱樂部                     | 驶进放映·郑州短片作品展映          |
| 2025年   | 2月20日  | 中国   | 北京导筒空间                           | 第8届南瓜奇幻惊悚单元              |
| 2025年   | 4月15日  | 中国   | 海南中影海经影院1号厅                  | “摄影机不要停”主题电影周           |

### 電視
| 頻道       | 所在地 | 節目單元   | 上架年份 | 開播日期 | 播出時間  | 備註       |
| ---------- | ------ | ---------- | -------- | -------- | --------- | ---------- |
| 公視主頻道 | 臺灣   | 迷你電影院 | 2024年   | 10月13日 | 週日23:30 | 非定期播映 |

### 網路平台
| 頻道          | 所在地 | 開播日期       | 播出時間            | 備註                      |
| ------------- | ------ | -------------- | ------------------- | ------------------------- |
| 金馬線上影院  | 全世界 | 2024年4月26日  | 至2024年5月31日結束 | 第46屆金穗線上影展        |
| Giloo紀實影音 | 臺灣   | 2024年4月27日  | 至2024年6月1日結束  | Giloo Fest 2023（限定場） |
| Giloo紀實影音 | 臺灣   | 2024年6月2日   | 定期播映            | [ 50 ]                    |
| 公視+         | 臺灣   | 2024年10月13日 | 非定期播映          | [ 51 ]                    |

### 其他平台
| 上架年份 | 所在地 | 地點                   | 開播日期 | 播放媒介     | 參考                 |
| -------- | ------ | ---------------------- | -------- | ------------ | -------------------- |
| 待定     | 臺灣   | 國家電影及視聽文化中心 | 待定     | 隨選視訊系統 | 第46屆金穗獎得獎作品 |

## 獎項及提名
| 年份 | 頒獎典禮                                            | 獎項                         | 入圍者／作品   | 結果 | 參考   |
| ---- | --------------------------------------------------- | ---------------------------- | -------------- | ---- | ------ |
| 2023 | 第13屆北京國際電影節創投單元                        | 最佳故事短片                 | 游智傑         | 獲獎 | [ 53 ] |
| 2023 | 第1屆Giloo Fest眾籌提案大會                         | 劇情片組                     | 游智傑、何知潔 | 入选 | [ 54 ] |
| 2023 | 第2屆金匠獎設計賽                                   | 商業海報類銀獎               | 游智傑         | 獲獎 | [ 55 ] |
| 2024 | 第49屆藝美獎                                        | 電視類（戲劇類）最佳劇情長片 | 《四牲六道》   | 提名 | [ 56 ] |
| 2024 | 第49屆藝美獎                                        | 電視類（戲劇類）導演獎       | 游智傑         | 獲獎 | [ 56 ] |
| 2024 | 第49屆藝美獎                                        | 電視類（戲劇類）編劇獎       | 游智傑         | 提名 | [ 56 ] |
| 2024 | 第49屆藝美獎                                        | 電視類（戲劇類）最佳男主角   | 王嵐申         | 提名 | [ 56 ] |
| 2024 | 第49屆藝美獎                                        | 電視類（戲劇類）音效獎       | 游智傑、高暐翔 | 提名 | [ 56 ] |
| 2024 | 第49屆藝美獎                                        | 電視類（戲劇類）剪輯獎       | 游智傑         | 提名 | [ 56 ] |
| 2024 | 第46屆金穗獎                                        | 最佳學生劇情片               | 《四牲六道》   | 提名 | [ 18 ] |
| 2024 | 第46屆金穗獎                                        | 評審團特別獎                 | 《四牲六道》   | 獲獎 | [ 57 ] |
| 2024 | 第14屆北京國際電影節 第31屆北京大學生電影節原創影片 | 最佳剪輯                     | 《四牲六道》   | 獲獎 | [ 19 ] |
| 2024 | 第19屆螺絲起子國際學生短片創作影展                  | 大專短片類                   | 《四牲六道》   | 提名 | [ 58 ] |
| 2024 | 第5屆木蘭國際電影節                                 | 最佳短片特别提及             | 《四牲六道》   | 獲獎 | [ 59 ] |
| 2024 | 第11屆桃園電影節                                    | 台灣獎                       | 《四牲六道》   | 提名 | [ 60 ] |
| 2024 | 第16屆關渡電影節                                    | 學生單元                     | 《四牲六道》   | 入选 | [ 61 ] |
| 2024 | 第9屆FIRST驚喜電影展                                | 磁場大獎                     | 《四牲六道》   | 獲獎 | [ 62 ] |
| 2024 | 第8屆西影春光青年電影展                             | 最具藝術探索獎               | 《四牲六道》   | 獲獎 | [ 63 ] |
| 2024 | 第9屆新北市學生影像新星獎                           | 最佳劇情片                   | 《四牲六道》   | 提名 | [ 64 ] |
| 2024 | 第4屆IM两岸青年影展                                 | 麒麟新銳短片                 | 《四牲六道》   | 提名 | [ 65 ] |
| 2024 | 第4屆IM两岸青年影展                                 | 麒麟評委會大獎               | 《四牲六道》   | 獲獎 | [ 65 ] |
| 2024 | 第4屆IM两岸青年影展                                 | 麒麟最佳影片                 | 《四牲六道》   | 提名 | [ 65 ] |
| 2024 | 第8屆南瓜奇幻电影节                                 | 非競賽展映                   | 《四牲六道》   | 入选 | [ 66 ] |
| 2024 | 第4屆搜狐青幕计划                                   | 劇情單元                     | 《四牲六道》   | 提名 | [ 67 ] |
| 2025 | 第11届朝霞奖大学生影像盛典                          | 劇情片單元入圍               | 《四牲六道》   | 提名 | [ 68 ] |
| 2025 | 第6届先鋒藝術電影展                                 | 美视杯最佳短片               | 《四牲六道》   | 獲獎 | [ 69 ] |
| 2025 | 第6届先鋒藝術電影展                                 | 美视杯最佳短片剧本           | 《四牲六道》   | 提名 | [ 69 ] |

## 評價
《北京國際電影節》創投評審葉寧：「在該片的創投提案中，我和其他兩位評委深受該片獨特風格的感染。該片以一種特殊的方式，非常流暢地、深刻地紀錄了一個晚上發生的故事，讓人深受觸動。」
《藝美獎》獲獎短評：「此作品之導演在場面調度上控制得當，運用強烈的影像風格與剪輯節奏，配合著演員自然的演繹，使得觀眾在觀看過程中與角色產生極強的共感，更顯出導演指導能力上的高度潛力。」
《北京大學生電影節》獲獎短評：「以用精準的鏡頭捕捉和熟練的剪輯手法，為我們上演了一場充滿視覺張力的盛宴。」
《金穗獎》獲獎短評：「十九分鐘沒有冷場，張力十足，劇本、節奏以至演員處理均非常成熟，整體執行度高且娛樂性強，令人印象深刻。」
《南京传媒学院广播电视学院》展映評語：「《四牲六道》的画面用独特的摄像头呈现，不同镜头放射不同故事，通过剪辑串接起来，独具匠心。」
《木兰国际电影节》获奖評語：「在一众强劲的入围短片作品中，或许最具娱乐性和观赏性的是这一部充满幽默、创意迸发且拍摄手法巧妙的电影。本片由头至尾充满惊喜，从其所属类型的固定范式中脱离并创造出了新的可能性，影片伊始就以悬念牢牢地抓住了观众的注意力并将新意持续到了最后。」
《西影春光青年電影展》獲獎評語：「海的那邊玩得精彩，年輕的靈魂可愛至極，固定的機位也無法阻擋奔放的想像力。有趣、好玩才是探索的動力之源，就這樣大膽自由地玩下去吧。。」
《FIRST驚喜電影展》導師評審團評語：「獨特的地域韻味與陌生化的鏡頭視角相結合，以獨到新穎的切入點，還原深夜都市恐怖故事。導演玩轉敘事媒介，煥新類型表達，在跳躍靈活的視聽框架和場面調度之中，置入難以預料的情節，將懸念、危險和刺激保持到了最後一刻。數字化與檔案化的生活影像與觀眾深度互動，在擬真中達成高度的心理共謀。」
《IM兩岸青年影展》获奖評語：「以嚴謹的剪輯，逼真的血腥為特點，隨著故事推進，延伸出一部令人思考的社會喜劇，具有強烈的諷刺性與批判和隱喻。」
《釀電影》2024新北市學生影像新星獎入圍劇情片選評：「《四牲六道》採取考究紮實卻更顯趣味的對白，講述了活屍災難的發生過程，使用警用密錄器、行車紀錄器、監視器等非主流攝影手法，將故事剖得血肉淋漓，看似粗糙，卻是大巧不工，對於類型元素的掌握十分到位。」

## 相關連結
- Giloo紀實影音官方網站上有關《四牲六道》提案介紹資訊 （页面存档备份，存于）
- Giloo紀實影音官方網站上有關《四牲六道》導演游智傑專訪：東方驚悚片的決勝點
- 沉默老兵電影有限公司頻道上的《四牲六道》募資宣傳片 （页面存档备份，存于）
- 沉默老兵電影有限公司頻道上的《四牲六道》募資達標宣傳片花 （页面存档备份，存于）
- Yahoo奇摩電影戲劇上有關《四牲六道》十位決選評審公布評選劇情短片十強 （页面存档备份，存于）
- Yahoo奇摩電影戲劇編輯部上有關《四牲六道》的新聞資訊 （页面存档备份，存于）
- 鏡週刊娛樂頭條版上有關《四牲六道》的相關新聞資訊 （页面存档备份，存于）
- 廢比稀官方網站上有關《四牲六道》的觀影人評分與短評 （页面存档备份，存于）
- Letterboxd 網站上有關《四牲六道》的觀影人評分與短評  （页面存档备份，存于）
- 有關嘿柏貓（上海）文化傳播有限公司國際發行《四牲六道》參考資料

## 外部連結
- 四牲六道的Facebook專頁
- 四牲六道的Instagram帳戶
- YouTube上的四牲六道頻道
- Letterboxd上《四牲六道》的資料 （页面存档备份，存于）
- 互联网电影数据库（IMDb）上《四牲六道》的资料（英文）
- 豆瓣电影上《四牲六道》的資料 （简体中文）